# Християн Фрис
Християн Фрис (серб. Кристијан Фрис; нар. 21 квітня 1984, Сента, Воєводина) — сербський борець греко-римського стилю, бронзовий призер чемпіонату світу, чемпіон та бронзовий призер чемпіонатів Європи, учасник Олімпійських ігор.

## Біографія
Боротьбою займається з 1996 року. Був чемпіоном Європи 2004 року серед юніорів. Виступає за борцівський клуб міста Зренянин, Воєводина.

## Виступи на Олімпіадах
| Змагання                    | Збірна | Вагова категорія                 | Місце |
| --------------------------- | ------ | -------------------------------- | ----- |
| Літні Олімпійські ігри 2008 | Сербія | греко-римська боротьба, до 55 кг | 7     |
| Літні Олімпійські ігри 2016 | Сербія | греко-римська боротьба, до 59 кг | 13    |

### Виступи на Чемпіонатах світу
| Змагання                        | Збірна               | Вагова категорія                 | Місце  |
| ------------------------------- | -------------------- | -------------------------------- | ------ |
| Чемпіонат світу з боротьби 2005 | Сербія та Чорногорія | греко-римська боротьба, до 55 кг | 17     |
| Чемпіонат світу з боротьби 2006 | Сербія та Чорногорія | греко-римська боротьба, до 55 кг | 14     |
| Чемпіонат світу з боротьби 2007 | Сербія               | греко-римська боротьба, до 55 кг | Бронза |
| Чемпіонат світу з боротьби 2009 | Сербія               | греко-римська боротьба, до 55 кг | 27     |
| Чемпіонат світу з боротьби 2013 | Сербія               | греко-римська боротьба, до 60 кг | 9      |
| Чемпіонат світу з боротьби 2014 | Сербія               | греко-римська боротьба, до 59 кг | 19     |
| Чемпіонат світу з боротьби 2015 | Сербія               | греко-римська боротьба, до 59 кг | 22     |
| Чемпіонат світу з боротьби 2018 | Сербія               | греко-римська боротьба, до 60 кг | 5      |

### Виступи на Чемпіонатах Європи
| Змагання                         | Збірна               | Вагова категорія                 | Місце  |
| -------------------------------- | -------------------- | -------------------------------- | ------ |
| Чемпіонат Європи з боротьби 2003 | Сербія та Чорногорія | греко-римська боротьба, до 55 кг | 19     |
| Чемпіонат Європи з боротьби 2005 | Сербія та Чорногорія | греко-римська боротьба, до 55 кг | 5      |
| Чемпіонат Європи з боротьби 2006 | Сербія та Чорногорія | греко-римська боротьба, до 55 кг | 14     |
| Чемпіонат Європи з боротьби 2007 | Сербія               | греко-римська боротьба, до 55 кг | Бронза |
| Чемпіонат Європи з боротьби 2009 | Сербія               | греко-римська боротьба, до 55 кг | 19     |
| Чемпіонат Європи з боротьби 2010 | Сербія               | греко-римська боротьба, до 55 кг | 11     |
| Чемпіонат Європи з боротьби 2013 | Сербія               | греко-римська боротьба, до 60 кг | 17     |
| Чемпіонат Європи з боротьби 2014 | Сербія               | греко-римська боротьба, до 59 кг | 5      |
| Чемпіонат Європи з боротьби 2016 | Сербія               | греко-римська боротьба, до 59 кг | 5      |
| Чемпіонат Європи з боротьби 2017 | Сербія               | греко-римська боротьба, до 59 кг | Золото |

### Виступи на Європейських іграх
| Змагання              | Збірна | Вагова категорія                 | Місце |
| --------------------- | ------ | -------------------------------- | ----- |
| Європейські ігри 2015 | Сербія | греко-римська боротьба, до 59 кг | 13    |

### Виступи на Кубках світу
| Змагання                    | Збірна | Вагова категорія                 | Місце  |
| --------------------------- | ------ | -------------------------------- | ------ |
| Кубок світу з боротьби 2020 | Сербія | греко-римська боротьба, до 60 кг | Бронза |

### Виступи на Чемпіонатах світу серед студентів
| Змагання                                        | Збірна               | Вагова категорія                 | Місце |
| ----------------------------------------------- | -------------------- | -------------------------------- | ----- |
| Чемпіонат світу з боротьби серед студентів 2006 | Сербія та Чорногорія | греко-римська боротьба, до 60 кг | 7     |

### Виступи на Середземноморських чемпіонатах
| Змагання                                     | Збірна | Вагова категорія                 | Місце  |
| -------------------------------------------- | ------ | -------------------------------- | ------ |
| Середземноморський чемпіонат з боротьби 2010 | Сербія | греко-римська боротьба, до 60 кг | Бронза |
| Середземноморський чемпіонат з боротьби 2014 | Сербія | греко-римська боротьба, до 59 кг | Золото |

### Виступи на Середземноморських іграх
| Змагання                    | Збірна               | Вагова категорія                 | Місце  |
| --------------------------- | -------------------- | -------------------------------- | ------ |
| Середземноморські ігри 2005 | Сербія та Чорногорія | греко-римська боротьба, до 55 кг | Золото |
| Середземноморські ігри 2009 | Сербія               | греко-римська боротьба, до 55 кг | Золото |
| Середземноморські ігри 2013 | Сербія               | греко-римська боротьба, до 60 кг | Бронза |

### Виступи на інших змаганнях
| Змагання                                                        | Збірна               | Вагова категорія                 | Місце  |
| --------------------------------------------------------------- | -------------------- | -------------------------------- | ------ |
| Олімпійський кваліфікаційний турнір з боротьби 2004 (Новий Сад) | Сербія та Чорногорія | греко-римська боротьба, до 55 кг | 19     |
| Турнір Дана Колова — Николи Петрова 2007                        | Сербія               | греко-римська боротьба, до 55 кг | 9      |
| Міжнародний турнір Любомира Івановича-Гедзи 2012                | Сербія               | греко-римська боротьба, до 60 кг | Срібло |
| Турнір Вехбі Емре 2013                                          | Сербія               | греко-римська боротьба, до 60 кг | 5      |
| Міжнародний турнір Любомира Івановича-Гедзи 2013                | Сербія               | греко-римська боротьба, до 60 кг | Золото |
| Золотий Гран-прі з боротьби 2013 (Сомбатгей)                    | Сербія               | греко-римська боротьба, до 60 кг | Срібло |
| Трофей Адріатики 2013                                           | Сербія               | греко-римська боротьба, до 60 кг | Золото |
| Кубок Якоба Курбі 2013                                          | Сербія               | греко-римська боротьба, до 60 кг | Золото |
| Золотий Гран-прі з боротьби 2013 (Баку)                         | Сербія               | греко-римська боротьба, до 60 кг | 16     |
| Відкритий чемпіонат Загреба з боротьби 2014                     | Сербія               | греко-римська боротьба, до 66 кг | 9      |
| Міжнародний турнір Любомира Івановича-Гедзи 2014                | Сербія               | греко-римська боротьба, до 59 кг | Золото |
| Золотий Гран-прі з боротьби 2014 (Баку)                         | Сербія               | греко-римська боротьба, до 59 кг | 5      |
| Гран-прі FILA 2015                                              | Сербія               | греко-римська боротьба, до 59 кг | 9      |
| Міжнародний турнір Любомира Івановича-Гедзи 2015                | Сербія               | греко-римська боротьба, до 59 кг | 5      |
| Гран-прі Загреба з боротьби 2016                                | Сербія               | греко-римська боротьба, до 59 кг | Бронза |
| Міжнародний турнір Любомира Івановича-Гедзи 2016                | Сербія               | греко-римська боротьба, до 59 кг | Золото |
| Олімпійський кваліфікаційний турнір з боротьби 2016 (Зренянин)  | Сербія               | греко-римська боротьба, до 59 кг | Срібло |
| Гран-прі Загреба з боротьби 2017                                | Сербія               | греко-римська боротьба, до 59 кг | 5      |
| Гран-прі Угорщини з боротьби 2017                               | Сербія               | греко-римська боротьба, до 59 кг | Срібло |
| Меморіал Іона Корнеану і Ладислава Сімона 2018                  | Сербія               | греко-римська боротьба, до 60 кг | Золото |
| Чемпіонат Сербії з боротьби 2020                                | Сербія               | греко-римська боротьба, до 67 кг | Срібло |

### Виступи на змаганнях молодших вікових груп
| Змагання                                       | Збірна               | Вагова категорія                 | Місце  |
| ---------------------------------------------- | -------------------- | -------------------------------- | ------ |
| Чемпіонат Європи з боротьби серед кадетів 2000 | Югославія            | греко-римська боротьба, до 46 кг | 13     |
| Чемпіонат Європи з боротьби серед кадетів 2001 | Югославія            | греко-римська боротьба, до 46 кг | 10     |
| Чемпіонат Європи з боротьби серед юніорів 2002 | Югославія            | греко-римська боротьба, до 50 кг | Бронза |
| Чемпіонат світу з боротьби серед юніорів 2003  | Сербія та Чорногорія | греко-римська боротьба, до 55 кг | 7      |
| Чемпіонат Європи з боротьби серед юніорів 2004 | Сербія та Чорногорія | греко-римська боротьба, до 55 кг | Золото |